# Demene
Demene (pol. hist. Demeń, niem. Demmen, lit. Demenė) – wieś na Łotwie, w novadsie Górna Dźwina, między jeziorami Demene and Brigene. W 2021 roku liczyła 247 mieszkańców.
Dawniej siedziba gminy Demeń, w latach 1919–1920 na obszarze tzw. administracyjnego okręgu wileńskiego II Rzeczypospolitej. W lipcu 1920 roku obszar gminy Demeń (oraz pięciu innych sąsiednich gmin o łącznej powierzchni 1,5 tys. km²) został zajęty przez Łotyszy i wcielony do Łotwy.